# Cry for a Shadow
Cry for a Shadow är en tidig instrumental rocklåt skriven av John Lennon och George Harrison och inspelad av The Beatles i Friedrich Ebert Halle, Hamburg, Tyskland 22-23 juni 1961 med George Harrison på sologitarr, Paul McCartney på bas, John Lennon på kompgitarr och Pete Best på trummor. Inspelningsproducent var Bert Kaempfert.  Låten är intressant av flera skäl. Dels är det den första Beatles-komposition som gavs ut på skiva, dels är det den enda komposition som har Lennon & Harrison som upphovsmän. Låten, och The Beatles inspelning, ska ses mot bakgrund av att gruppen vid denna tid i skivstudion i Hamburg agerade kompband åt sångaren Tony Sheridan och hur de i denna roll måste ha inspirerats av dåtidens mest framgångsrika kompband, då såväl låtens titel som uppbyggnad för tankarna till Cliff Richards kompband The Shadows. Beatles hade ett kluvet förhållande till The Shadows och låten kan också ses som en parodi eller pastisch på detta bands stil.
The Beatles själva kallade låten Beatle bop.
Låten gavs ut första gången på EP:n "Mister-Twist" (Polydor 21914) som gavs ut i Frankrike i april 1962. Därmed var det den första egna beatleskomposition som kom ut på skiva - nästan ett halvår före Lennon-McCartneys Love Me Do i oktober 1962. The Beatles angavs dock varken på konvolut eller skivetikett - enbart sångaren Tony Sheridan, som dock inte medverkade på detta nummer.
Den var tänkt att släppas som b-sida till Why, en annan Sheridan låt med The Beatles, men skivbolaget valde att släppa en annan låt istället. I början  1964, när The Beatles hade slagit igenom internationellt, beslutade skivbolaget Polydor att släppa den, men med "Why" som b-sida. Enligt Bill Harry, redaktör för tidningen Merseybeat, var Cry for a Shadows ursprungliga titel "Beatle Bop". Låten gavs också ut på The Beatles with Tony Sheridan & Guests 1964. 
Cry For A Shadow fanns med på Beatles-albumet Anthology 1 från 1995 och brukar vara med på de CD-skivor med material från gruppens Tysklandsperiod (som kompband åt sångaren Tony Sheridan), som finns utgivna i en rad olika varianter.
En New Wavegrupp Translator från San Francisco släppte en cover av denna låt som en B-sidan på singeln Break Down Barriers 1983.

## Sättning
- John Lennon - gitarr
- Paul McCartney - elbas
- George Harrison - gitarr
- Pete Best - trummor